# The College Dropout
The College Dropout ist das Debütalbum des US-amerikanischen Rappers und Produzenten Kanye West. Es wurde am 10. Februar 2004 veröffentlicht und brachte West enorme mediale Aufmerksamkeit in den USA. Das Album wird seit seiner Veröffentlichung von Kritikern und West selbst als Klassiker bezeichnet.

## Hintergrund
Die meisten Stücke auf The College Dropout sind um hochgepitchte und geloopte Samples alter Soulsongs, etwa von Marvin Gaye, Luther Vandross und Aretha Franklin, aufgebaut. Zusätzlich wurden viele Instrumente live eingespielt.
Auf mehreren Songs singt John Legend die Backing Vocals, die Violinistin Miri Ben-Ari ist ebenfalls des Öfteren zu hören.
Durch das Artwork und die Texte des Albums ziehen sich konzeptuell Wests (schlechte) Erfahrungen, die er in seinem Jahr an der Chicago State University gesammelt hat. Im Booklet sind in Form eines Jahrbuchs die Klassenfotos der an The College Dropout Mitwirkenden, sowie deren Highschool-Superlative, enthalten. West wird dabei als „Best Dressed“, aber auch als „Most Unlikely to Succeed“ betitelt.

## Singles
Vier Songs wurden aus dem Album ausgekoppelt. Der erste davon war Through the Wire. Der Titel ist ein Wortspiel aus dem Titel des für den Song genutzten Samples (Through the Fire von Chaka Khan) und der Tatsache, dass West bei der Aufnahme 2002 noch mit einem infolge eines Autounfalls verdrahteten Kiefer rappen musste. Er finanzierte das dazugehörige Musikvideo selbst. Through the Wire erreichte Platz 15 der Billboard Hot 100 und Platz 61 der deutschen Singlecharts und war bei den Grammy Awards 2005 in der Kategorie Best Rap Solo Performance nominiert.
Ebenfalls 2003 wurde Slow Jamz veröffentlicht. Der Song ist eigentlich Twistas Single, in einer längeren Version aber auch auf The College Dropout enthalten. Mit dem Song konnten sich West, Twista sowie Jamie Foxx erstmals auf Platz 1 der Billboard Charts platzieren. In Deutschland kam er auf Platz 58.
All Falls Down ist die zweite Single und erreichte Platz 7 der Billboard-Charts sowie Platz 72 der Media-Control-Charts. Der Titel benutzt ein von Syleena Johnson neu eingesungenes Sample des Lauryn-Hill-Stücks Mistery of Iniquity. Das Video zu All Falls Down wurde aus der Egoperspektive Wests gedreht.
Die dritte Single Jesus Walks schrieb West zusammen mit dem Chicagoer Rapper Rhymefest. Sie platzierte sich auf Rang 11 der Billboard Charts und gewann 2005 den Grammy für Best Rap Song. Für Jesus Walks wurden insgesamt drei Videos gedreht, die sich alle auf unterschiedliche Weise dem religiösen Inhalt des Songs annähern.
Als letzte Single wurde The New Workout Plan ausgekoppelt. Diese konnte sich nicht in den Charts platzieren. Im dazugehörigen Video sind u. a. Anna Nicole Smith, Tracee Ellis Ross und Vida Guerra zu sehen.

## Titelliste
Alle Songs produziert von Kanye West. Breathe In Breathe Out co-produziert von Brian „All Day“ Miller, Last Call co-produziert von Evidence (Dilated Peoples).
1. Intro
2. We Don’t Care
3. Graduation Day
4. All Falls Down feat. Syleena Johnson
5. I’ll Fly Away
6. Spaceship feat. GLC und Consequence
7. Jesus Walks
8. Never Let Me Down feat. Jay-Z und J. Ivy
9. Get Em High feat. Talib Kweli und Common
10. Workout Plan
11. The New Workout Plan
12. Slow Jamz – Twista, Kanye West und Jamie Foxx
13. Breathe In Breathe Out feat. Ludacris
14. School Spirit Skit #1
15. School Spirit
16. School Spirit Skit #2
17. Lil Jimmy Skit
18. Two Words feat. Mos Def, Freeway und The Harlem Boys Choir
19. Through the Wire
20. Family Business
21. Last Call

## Rezeption

### Kritiken

#### International
The College Dropout wurde von den Kritikern mit Lob überschüttet. Es befindet sich in unzähligen Jahresendwertungslisten der besten Alben 2004, etwa in der von der Rolling Stone zusammengestellten Liste der „Top 50 Records of 2004“. Die Zeitschrift Spin wählte das Album auf Platz 1 der „40 Best Albums of the Year“. In der Liste der besten Alben 2004 von Pitchfork Media findet es sich auf Platz 18 wieder. Für die Time gehört The College Dropout zu den 100 besten Alben aller Zeiten. Die Entertainment Weekly wählte es auf Platz 4 der 100 besten Alben der letzten 25 Jahre und auf Platz 1 der zehn besten Alben der Dekade. Sein Metascore liegt bei 88 Punkten, womit es Platz 11 der best-rezensierten Alben 2004 belegt.
Das Hip-Hop-Magazin The Source gab The College Dropout mit 4,5 von 5 Punkten beinahe die Höchstwertung. The Village Voice gab ihm ein „A“ (gleichbedeutend mit einer 1). Der All Music Guide bewertete es mit 4,5 von 5 Punkten und bemängelte am Album lediglich die vielen Skits.

„(…) The College Dropout, an album that's nearly as phenomenal as the boastful West has led everyone to believe (…) Prior to this album, we were more than aware that West's stature as a producer was undeniable; now we know that he's also a remarkably versatile lyricist and a valuable MC.“

#### National
Das E-Zine laut.de gab dem Album mit 5 Punkten die Höchstwertung.

„Goldhändchen West stellt sich dar als das lang ersehnte Bindeglied zwischen Rucksack- und Jiggy-Rapper […] Sauber wie unter Quarantäne produziert, avanciert jeder Song zum Weltwunder.“

Die Popkultur-Zeitschrift Spex beschreibt The College Dropout als bestes „Rap-Album seit Urzeiten“ und West als besten „Producer on the mic“. In einem Gastbeitrag für Spiegel Online erklärte der Rapper Samy Deluxe, The College Dropout sei „definitiv der beste Longplayer in den letzten zwei Jahren“. Kanye West gelinge es, „in dieser Gangster-verseuchten Rap-Ära cool zu sein, ohne eine kriminelle Vergangenheit aufzuweisen.“

### Preise
Bei den Grammy Awards 2005 war es als Album of the Year und Best Rap Album nominiert und erhielt die Auszeichnung in letzterer Kategorie.

## Kommerzieller Erfolg

### Chartplatzierungen
Kanye West gelang bereits mit seinem ersten Soloalbum der kommerzielle Durchbruch. The College Dropout konnte sich auf Anhieb auf Platz zwei der Billboard Charts platzieren und erhielt vierfach Platin. Weltweit hat es sich laut Quellen über acht Millionen Mal verkauft. In Deutschland erreichte das Album dagegen lediglich Platz 77.
| ChartsChartplatzierungen       | Höchstplatzierung | Wochen |
| ------------------------------ | ----------------- | ------ |
| Deutschland (GfK)              | 77 (5 Wo.)        | 5      |
| Schweiz (IFPI)                 | 96 (1 Wo.)        | 1      |
| Vereinigte Staaten (Billboard) | 2 (157 Wo.)       | 157    |
| Vereinigtes Königreich (OCC)   | 12 (60 Wo.)       | 60     |

| ChartsJahrescharts (2004)      | Platzierung |
| ------------------------------ | ----------- |
| Vereinigte Staaten (Billboard) | 12          |
| Vereinigtes Königreich (OCC)   | 34          |

| ChartsJahrescharts (2005)      | Platzierung |
| ------------------------------ | ----------- |
| Vereinigte Staaten (Billboard) | 176         |

| ChartsJahrescharts (2022)      | Platzierung |
| ------------------------------ | ----------- |
| Vereinigte Staaten (Billboard) | 97          |

### Auszeichnungen für Musikverkäufe
| Land/Region                  | Auszeichnungen für Musikverkäufe (Land/Region, Auszeichnung, Verkäufe) | Verkäufe  |
| ---------------------------- | ---------------------------------------------------------------------- | --------- |
| Dänemark (IFPI)              | 2× Platin                                                              | 40.000    |
| Kanada (MC)                  | Platin                                                                 | 100.000   |
| Neuseeland (RMNZ)            | 2× Platin                                                              | 30.000    |
| Vereinigte Staaten (RIAA)    | 4× Platin                                                              | 4.000.000 |
| Vereinigtes Königreich (BPI) | 3× Platin                                                              | 900.000   |
| Insgesamt                    | 12× Platin ·                                                           | 5.070.000 |

Hauptartikel: Kanye West/Auszeichnungen für Musikverkäufe